# Aforism
En aforism är en kort och kärnfull reflektion eller iakttagelse som helst uttrycks som en lärosats eller ett tänkespråk.
Ledamoten i Svenska Akademien Horace Engdahl beskriver aforismen enligt följande:
| ”                | Aforismen är som en cykel. Den saknar stöd åt sidorna och måste därför vara i rörelse från första till sista bokstaven. Vissa aforismer är rentav som en enhjulig cykel. Den har inte stöd från något håll och håller sig ändå upprätt: rena cirkusnumret. | „ |
| – Horace Engdahl | |   |

Ett exempel på en vanlig aforism är Det finns inget dåligt väder, bara dåliga kläder.

## Aforistiker

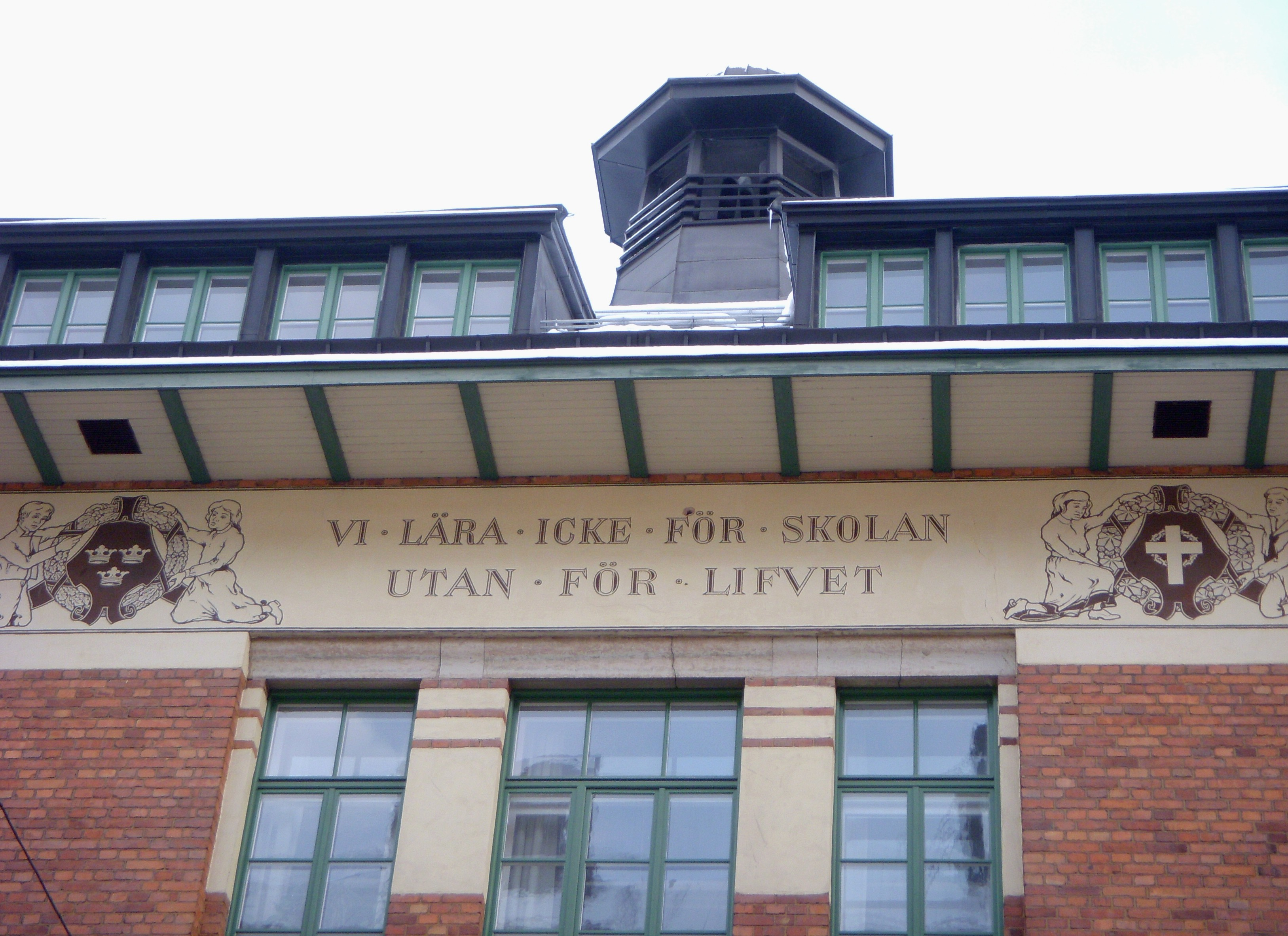
Aforism på Matteusskolan i Stockholm.

En aforistiker är någon som producerar och/eller samlar ihop aforismer. Ett urval av kända aforistiker inkluderar:
- François-Marie Arouet Voltaire
- Ambrose Bierce
- William Blake
- Elias Canetti
- Winston Churchill
- Nicolás Gómez Dávila
- Horace Engdahl
- Marie von Ebner-Eschenbach
- Benjamin Franklin
- Franz Kafka
- Karl Kraus
- François de La Rochefoucauld
- Stanisław Jerzy Lec
- Georg Christoph Lichtenberg
- Loesje
- Michel de Montaigne
- Friedrich Nietzsche
- Faina Ranevskaja
- Hjalmar Söderberg
- Lev Tolstoj
- Mark Twain
- Gore Vidal
- Mae West
- Oscar Wilde
- Atos Wirtanen